# Queens (Magazin)
Das Magazin Queens – Veranstaltungen im Blick war ein monatlich erscheinendes, kostenloses bzw. werbefinanziertes Stadtmagazin für die Region Trier und Luxemburg. Es erschien zunächst unter den Namen Queens – Region Trier/Luxemburg bzw. Queens – Region Trier, dann von 2009 bis 2015 als Queens – Der Kulturspiegel. Seit 2017 sind keine Ausgaben mehr nachweisbar.
Queens bot aktuelle Informationen inklusive Veranstaltungskalender, Interviews, Beiträge und redaktionelle Tipps zum kulturellen Leben der Region. Die Themen umfassten u. a. Konzerte, Festivals, Ausstellungen sowie Theater, Musik und Tanz. Auch Fotos und Bilder spielten eine große Rolle, nicht jedoch Rezensionen oder Nachberichterstattungen. Die letzte verbreitete Auflage im zweiten Quartal 2017 lag laut IVW bei 9.930 Exemplaren.